# Giovanni Mocenigo
Giovanni Mocenigo (ur. 1409, zm. 14 listopada 1485) – doża Wenecji od 1478 do 14 listopada 1485.